# NK BSK Buk
NK BSK je nogometni klub iz Svilne, Resnika, Kalinića i Buka.

## Povijest kluba
Osnivačka skupština kluba održana je 7. srpnja, 1970. godine. Klub je osnovan inicijativom mladih na čijem čelu je stajao mladi bračni par Bognar, koji su radili u selu kao učitelji. Društvo je osnovano kao NK BSK Buk. Godine 1985. mijenja ime i zove se SD BSK Buk. U sklopu društva osniva se rukometni te stolnoteniski klub. U kolovozu 1991. godine klub dobiva sponzora i mijenja ime te se od tada do 2012. godine zove NK BSK Bazinatours. 2012. godine ponovno mijenja ime i sada se zove NK BSK Buk. Prvi predsjednik je bio Đuro Filipović a prva službena utakmica je odigrana protiv NK Borca iz Kuzmice (1:4). Igralo se u Pleternici jer nije bilo igrališta. Prvo igralište je bilo u Pravuljama 2 km od sela a novo igralište napravljeno je na župnoj zemlji uz školu i to zaslugom PPK Kutjeva (sada Kutjevo d.d.)  koje je zamijenilo zemlju sa župnikom Petrovićem. 1976. godine izgrađene su prve svlačionice. Konačni je oblik igralište dobilo 1985. godine kada je konačno poravnato te kada su izgrađene nove svlačionice. Za ovaj veliki posao zaslužan je tadašnji predsjednik Zvonko Čorak te Antun Bazina. Naknadno su na zapadnoj strani napravljene natkrivene tribine s 200 sjedećih mjesta. 
Godine 2019. su u sklopu europskog projekta energetske obnove obnovljena fasada i unutrašnjost objekta. Klupske prostorije su toplinski izolirane. Stavljena je nova fasada, novi krov, nove pločice, nabavljen novi inventar, uvedeno centralno grijanje na pelete ili drva, postavljena su dva klima uređaja.  
Trenutačno se natječe u 1. ŽNL Požeško-slavonskoj.

## Grb kluba
Grb se sastoji od žutog štita u sredini kojega je manji plavi štit. Žuta i plava boja su boje BSK-a. U plavom štitu je sveti Juraj koji je zaštitnik Bučke župe. Iznad plavoga štita su grbovi Hrvatske i Slavonije a na štitu piše nogometni klub BSK Buk što je i ime udruge.

## Uspjesi
U sezoni 1989./90. klub osvaja 1. mjesto u tadašnjoj Općinskoj nogometnoj ligi, te stječe pravo na kvalifikacije za ulazak u Regionalnu ligu Slavonije i Baranje. Od 1990. do 1994. godine klub se natječe se u MNL Brod-Gradiška-Požega. U sezoni 1994./95. natječe se u 4. HNL zapad.  Godine 1999., u kolovozu, klub igra predkolo hrvatskog kupa s NK Hajduk Hercegovcem i pobjeđuje s rezultatom od 5:0, nakon toga dospijeva u šesnaestinu završnice kupa i u rujnu iste godine igra s zagrebačkom Croatiom i gubi s rezultatom od 0:10 što je bilo i očekivano jer je Croatia tada igrala u ligi prvaka.